# ARM Usumacinta (A-412)

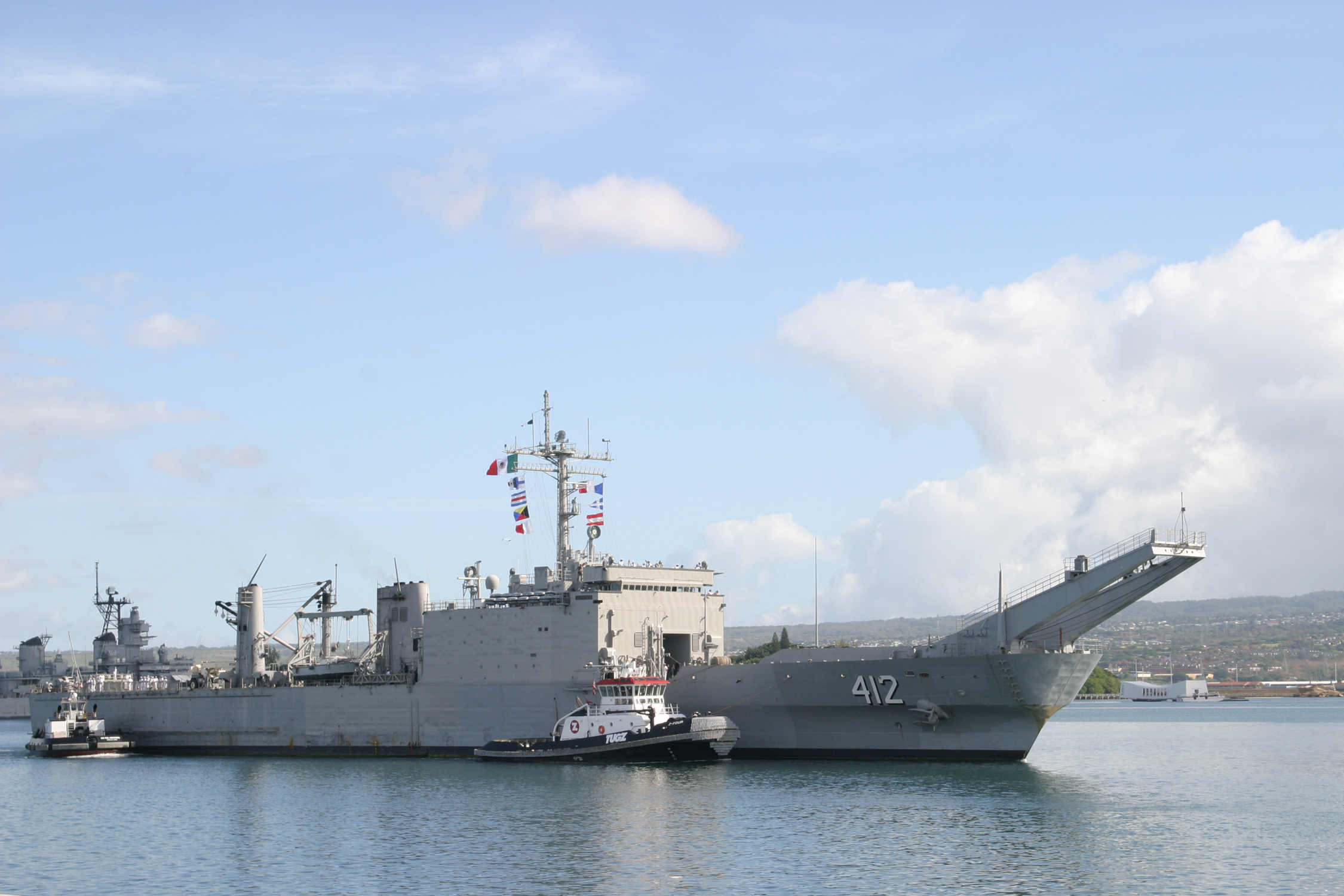
ARM Usumacinta

El ARM Usumacinta (A-412), originalmente USS Frederick (LST-1184), es un buque de desembarco de tanques de la clase Newport de la Armada de México asignado en 2002. Previamente estuvo activo en la marina de guerra de Estados Unidos de 1970 a 2002.
Fue colocada la quilla en 1968. Fue botado el casco en 1969. Y fue asignado en 1970. Sirvió en la guerra de Vietnam de 1971 a 1975. Fue desactivado en 2002 y vendido a México. Actualmente el ARM Usumacinta presta servicio en la marina de este país.